# Кіта червонодзьоба
Кіта червонодзьоба (Urocissa erythroryncha) — вид горобцеподібних птахів родини воронових (Corvidae).

## Поширення
Вид поширений в Азії від південно-західних схилів Гімалаїв до Тенассеріму, а у північно-східному напрямку до прикордонної території між Внутрішньою Монголією та Ляоніном, через Непал, Сіккім, Бутан, Бангладеш, М'янму, Індокитай, центральні і східні провінції Китаю (включаючи Хайнань). Ареал проживання цих птахів представлений тропічним і субтропічним передгірним вічнозеленим лісом.

## Підвиди
Визнано п'ять підвидів:
- Urocissa erythroryncha occipitalis (Blyth, 1846) - західна часиина Гімалаїв;
- Urocissa erythroryncha magnirostris  (Blyth, 1846) - у південно-східній частині ареалу, зайнятого видом, від південного берега Брахмапутри до Індокитаю;
- Urocissa erythroryncha alticola Birckhead, 1938 - М'янма, Юньнань;
- Urocissa erythroryncha brevivexilla Swinhoe, 1874 - Північно-східні провінціїиКитаю;
- Urocissa erythroryncha erythroryncha (Boddaert, 1783) - центральні і східні провінції Китаю.

## Опис
Це стрункі на вигляд птахи з округлою головою з довгим і міцним конічним дзьобом із гачкуватим кінцем, довгими пальчастими крилами, довгим хвостом (приблизно в півтора рази більше тіла) і сильними ногами. Тіло завдовжки 53-68 см (з них до 46 см припадає на хвоста), вагою 106-192 г. На голові, шиї та верхній частині дзьоба оперення чорне, на маківці та потилиці є сріблясто-біла шапочка. Спина, крила та хвіст синювато-блакитні. Груди, живіт і підхвістя брудно-білі. Білими також є краї махових і кінчики хвостових пір'їн, які (за винятком довгих центральних, які їх не мають) також мають на нижній поверхні широку чорнувату смугу, що розмежовує біле. Дзьоб, ноги і періокулярне кільце червоно-помаранчевого кольору, а очі червонувато-коричневі.